# Wasenhausen
Koordinaten: 51° 4′ 7″ N, 9° 36′ 22″ O
Wasenhausen ist eine Wüstung in der Gemarkung von Neumorschen, einem Ortsteil der Gemeinde Morschen im nordhessischen Schwalm-Eder-Kreis.
Ihre genaue Lage ist unbekannt, wird jedoch aufgrund einer in den Landgrafen-Regesten überlieferten Urkunde im Nordosten der Gemarkung von Neumorschen im Bereich „Am Wallbach“ vermutet. Der Ort wurde, soweit bekannt, im Jahre 1332 als „villa“ erstmals urkundlich erwähnt, als dem Kloster Haydau Güter in Wasenhausen als Seelgerätstiftung vermacht wurden. Noch 1579 ist Wasenhusen im Salbuch von Stadt und Amt Spangenberg verzeichnet, aber bereits für das Jahr 1540 nennt Georg Landau den Ort wüst.